# قهندیز
قُهَندیز (به گویش کاشمری: قُندیز) یا کُهن‌دِژ نام روستایی از توابع بخش شش‌طراز شهرستان خلیل‌آباد در استان خراسان رضوی است. این روستا در دهستان کویر قرار دارد و برپایهٔ سرشماری مرکز آمار ایران در سال ۱۳۸۵، جمعیت آن ۷۱ نفر (۲۲ خانوار) بوده است.